# 萊邦博山

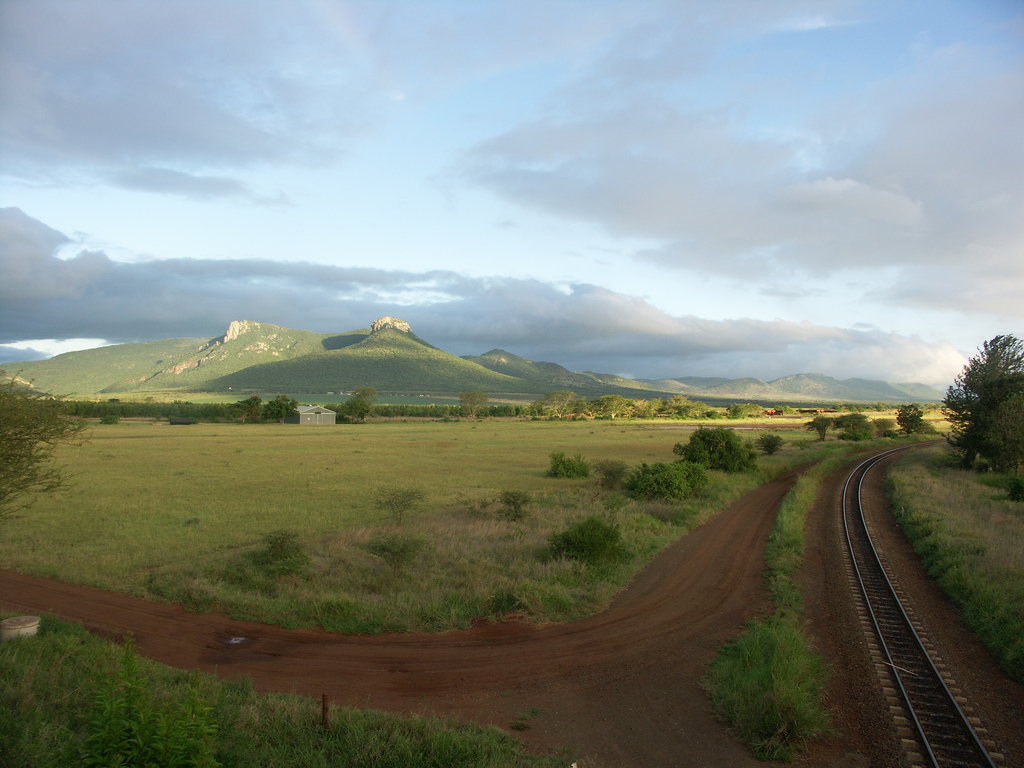

萊邦博山是非洲南部的山脈，全長800公里，從南非的夸祖魯-納塔爾省向北延伸至林波波省，部分山脈處於莫桑比克和斯威士蘭境內，最高點海拔高度776米，山脈在1億8000萬年前形成。
山脈的名字來自祖魯語“大鼻子山”。
26°15′S 32°00′E / 26.250°S 32.000°E